# Jamie Fox
James Patrick Fox (30 tháng 10 năm 1954 – 20 tháng 2 năm 2017) là một chính khách và chiến lược gia chính trị ở New Jersey. Ông đã hai lần phục vụ như là Ủy viên Giao thông Vận tải New Jersey và cũng làm việc cho Cảng vụ New York và New Jersey (PANYNJ).